# ミッチェル・ファン・ローイェン
ミッチェル・ファン・ローイェン（Mitchell van Rooijen、1998年12月22日 - ）は、オランダ・ユトレヒト出身のサッカー選手。VVVフェンロー所属。ポジションはMF。

## クラブ経歴
2016年8月5日、エールステ・ディヴィジのNACブレダ戦にてプロデビューを果たした。
2021年7月、2年契約でVVVフェンローに移籍した。